# Jéke
Jéke là một thị trấn thuộc hạt Szabolcs-Szatmár-Bereg, Hungary. Thị trấn này có diện tích 6,32 km², dân số năm 2010 là 712 người, mật độ 113 người/km².